# إعدام صدام حسين

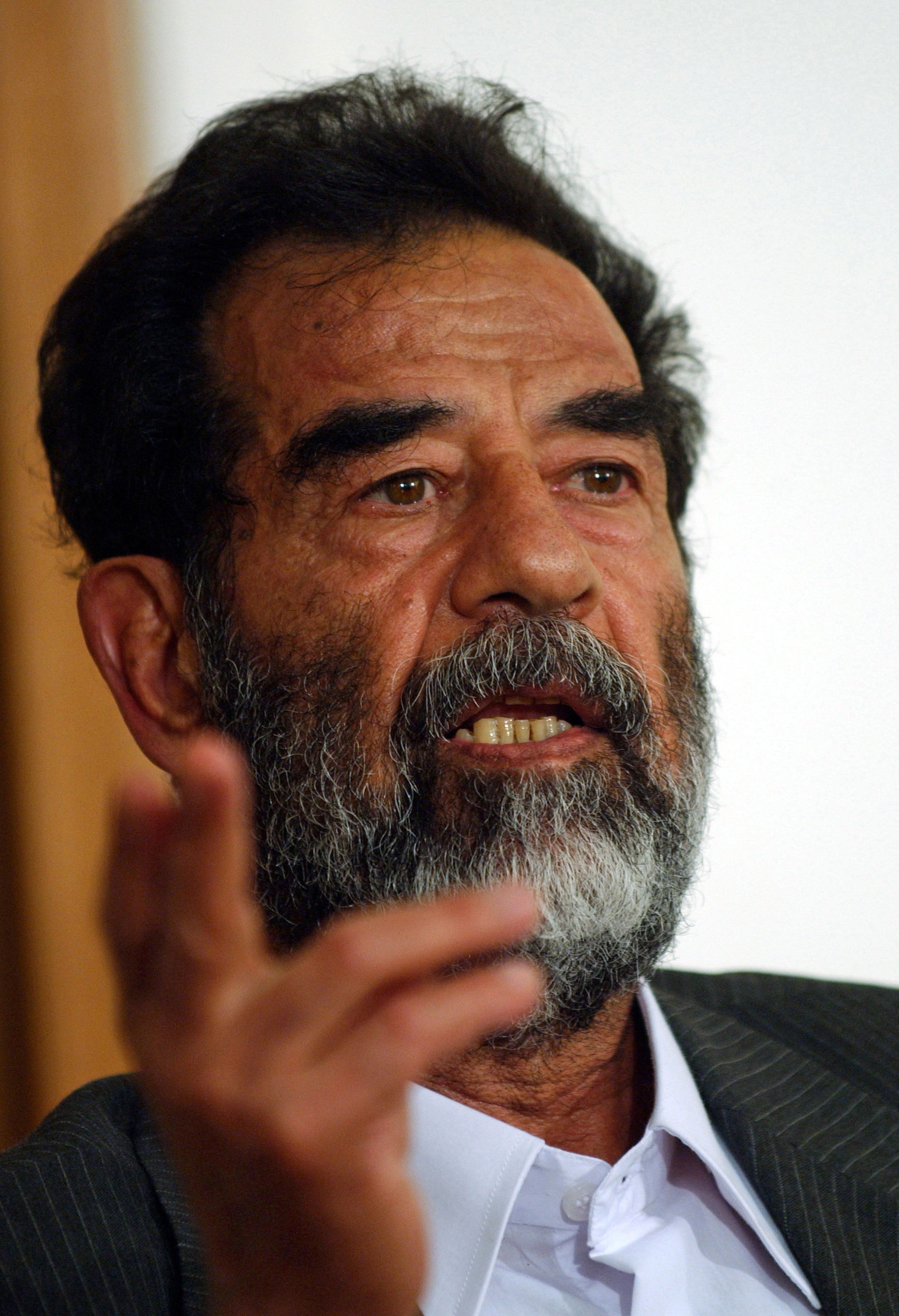
صدام يخاصم قاضي التحقيق في محكمة التحقيق سنة 2004

إعدام صدام حسين نُفذ في العراق فجر يوم السبت حكم الإعدام الصادر بحق الرئيس العراقي الأسبق صدام حسين بعد ادانته بارتكاب جرائم ضد الإنسانية، وانتهت بذلك مرحلة من تاريخ العراق الذي حكمه صدام لنحو ربع قرن قبل أن يُطاح به إثر غزو العراق الذي قادته القوات الأمريكية سنة 2003.
ولقد أُعْدِمَ صدام حسين فجر يوم عيد الأضحى (العاشر من ذو الحجة) سنة 1427 هـ، الموافق 30 ديسمبر 2006. وقد جرى ذلك بتسليمه للحكومة العراقية من قبل حرسه الأمريكي تلافياً لجدل قانوني في أمريكا التي أعتبرته أسير حرب. وقد استنكر المراقبون من جميع الاتجاهات والانتماءات السياسية هذا الاستعجال المستغرب لتنفيذ حكم الإعدام. وفي لحظة التنفيذ لم يبد على صدام حسين الخوف أو التوتر كما وأنه لم يقاوم أو يتصدى للرجال الملثمين الذين يقتادونه إلى حبل المشنقة وفي لحظة الإعدام هتف الذين حوله من الشيعة: مقتدى مقتدى مقتدى. فيجيبهم صدام قائلاً: هي هاي الرجولة.

## إختلاف في الروايات
تناول صدام حسين قبيل إعدامه - وبحسب أكثر من رواية - وجبته الأخيرة، وكانت طبقاً من الأرز والدجاج، وشرب كوباً من العسل بالماء الساخن، وهو الشراب الذي يقال إنه اعتاد على تناوله من أيام طفولته.
وقد ذكر مستشار رئيس الوزراء العراقي للأمن القومي موفق الربيعي أن صدام قبل الحكم كان خائفاً ومرتبكاً غير مُصدّق لما يحدث حوله [بحاجة لمصدر] وأن الإعدام تم بوجود رجل دين سني وعدد من القضاة. وتم نشر بعض الصور لعملية الإعدام، وفي نفس اليوم أنتشر فلم مصور بهاتف محمول في بعض المواقع على الإنترنت يصور خلاف هذه الرواية تماماً حيث بدا صدام هادئاً متماسكاً، ونطق الشهادتين وتجاهل بعض عبارات الحاضرين.
إلا أن أغلب الشهادات والتي قال بها حراس أمريكيون فإن صدام حسين كان متماسكاً وجباراً على خلاف ما يتطلبه الموقف وهو مقدم على حكم الإعدام، بل إن شهادة الحراس الأمريكيين أكدت بأنه أخاف جلاديه وأبهرهم بصموده وذلك ما نقلته عدسات الفضائيات وكان يبدو واضحاً أن الرجل لم يكن خائفاً أو مرتبكاً.[بحاجة لمصدر]

## مشهد الإعدام

مشهد يظهر اللحظات الأولى من تنفيذ حكم الإعدام شنقا بحق صدام حسين.

صور مشهد الإعدام بواسطة جهاز هاتف محمول مزود بكاميرة تصوير مدته 2:38 دقيقة، قامت بعرضه بعض القنوات الفضائية العربية والأجنبية، ويصور أخر اللحظات الأخيرة قبل اعدام الراحل صدام حسين.

## غرفة الإعدام
يظهر الفلم قاعة بأرتفاع ما يقرب من خمسة أمتار يوجد بها منصة على ارتفاع ثلاثة امتار حيث قام المصور بالتصوير بالقرب من درج حديدي على يسار القاعة يودي إلى المنصة حيث ظهر صدام حسين وقد قيدت يداه إلى الخلف ويوجد عدد من الرجال المقنعين بلباس مدني حوله. ويعتقد انها أحد غرف الإعدامات في أحد مباني الاستخبارات العسكرية العراقية السابقة وتحديداً مبنى اعدامات الشعبة الخامسة في الكاظمية.
لم يحاول صدام حسين المقاومة ولم يطلب شيئا، وكان يحمل مصحفا بيده ويديه كانتا موثقتين عندما شنق. واكد الربيعي ان الرئيس السابق وحده اعدم، اما المدانان الآخران اخوه غير الشقيق برزان التكريتي رئيس المخابرات السابق والرئيس السابق للمحكمة الثورية عواد البندر فقد ارجئ تنفيذ الحكم فيهما.
تمت اجراءات اعدام صدام في مقر دائرة الاستخبارات العسكرية في منطقة الكاظمية - شمال بغداد - اقتيد صدام حسين إلى الإعدام بعد أن تلي عليه الحكم من قبل أحد القضاة وسأله قاض آخر ما إذا كان لديه شيء يقوله أو يوصي به وطلب منه ان يتلو الشهادة، وبعدها وضع حبل المشنقة في رقبته ونفذ فيه حكم الإعدام ومات فورا، ففي اللحظة التي سقط فيها في الحفرة فارق الحياة. وحضر إعدام صدام حسين القاضي في محكمة التمييز في المحكمة الجنائية العليا منير حداد، وقال مستشار الأمن القومي موفق الربيعي في تصريح لقناة العراقية الحكومية أن إعدام برزان وبندر أرجأ إلى ما بعد عيد الأضحى، وشهد أيضاً تنفيذ الأحكام ممثلون عن محكمة التمييز والادعاء العام وعدد من رجال الدين فضلا عن فريق طبي مختص.
واوضح موفق الربيعي الذي حضر اعدام الرئيس المخلوع ان عملية تنفيذ الإعدام تمت بحضور قضاة ومدعين عامين وطبيب وشهود. وقال ان بعض المشادات الكلامية حدثت قبل صعوده إلى المشنقة لرفضه وضع كيس أسود على رأسه. ووصف الربيعي صدام حسين في تلك اللحظة بانه كان متماسكا حتى النهاية وكان يردد: الموت لأميركا، الموت لإسرائيل، عاشت فلسطين، الموت للفرس المجوس".
وكانت قناتا الحرة والعربية الفضائيتان قد نقلتا أنه تم تنفيذ حكم الإعدام في الساعة السادسة صباحا بتوقيت بغداد في مكان ما داخل المنطقة الخضراء. والتي تخضع لترتيبات أمنية مشددة، كما اكد عضو هيئة الدفاع عن صدام من العاصمة القطرية الدوحة تنفيذ الحكم. وقد وصل صدام إلى مكان تنفيذ حكم الإعدام قبل تنفيذه بقليل وهو يرتدي ثيابا برتقالية والتي عادة ما يرتديها المحكوم عليهم بالإعدام. وفرضت السلطات العراقية حظرا للتجول في مدينة تكريت مسقط رأس صدام لمدة أربعة أيام وأقفلت مداخل ومخارج المدينة. وكانت قد ذكرت مصادر عراقية انه قد تم كذلك تنفيذ حكم الإعدام شنقا في برزان التكريتي رئيس جهاز المخابرات العراقية الأسبق والاخ غير الشقيق لصدام وكذلك عواد البندر رئيس ما كان يعرف بمحكمة الثورة.

## أحداث الفلم والتحقيق

خارطة منطقة الأعظمية وحي الكاظمية، وتظهر فيها الشعبة الخامسة حيث أُعدم صدام حسين

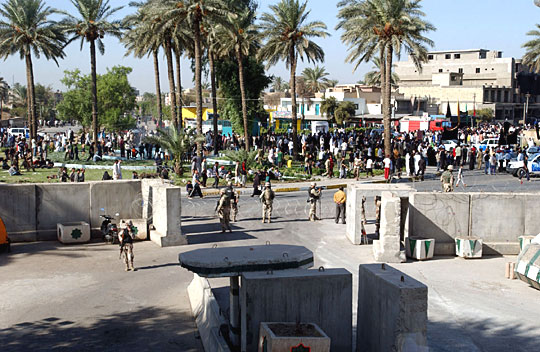
زائرون شيعة قرب مبنى الشعبة الخامسة عام 2004

يصور الفلم رفض صدام أرتداء كيس أسود لتغطية رأسة ثم قوله: «يا الله».
ثم تقدم صدام باتجاه المشنقة ووقف على المنصة بهدوء محاطاً بالحراس وقام أحد الحراس بلف الكيس الأسود على رقبتهِ ومن ثم لف حبل الإعدام والانشوطة على يسار صدام.
ثم سُمع عدد من الحاضرين يرددون: «اللهم صل على محمد وآل محمد، وعجل فرجه وإلعن عدوه»، (وهو دعاء شيعي يتمنون خروج المهدي المنتظر والنصر على أعدائة يردده أنصار التيار الصدري).
ثم صرخ أحدهم: «مقتدى مقتدى مقتدى». (زعم البعض من خلال الصور الملتقطة للمشهد حضور مقتدى الصدر مرتدياً قناع لا تظهر منه سوى عينيه)
فرد صدام عليه وقال: «هي هاي المرجلة» (أي هل تعتقدون أنكم تقومون بعمل رجولي؟).
ثم سُمع أحد الحاضرين يقول: «إلى جهنم».
وهتف آخر: «يعيش محمد باقر الصدر».
من جانب صدام تجاهل الصياح وردد: «أشهد أن لا اله إلا الله وأن محمداً رسول الله».
فقال آخر: «رجاء لا..أترجاكم لا..الرجل في إعدام». (قالها منقذ الفرعون)
وفي هذه الأثناء كان صدام يتلوا: «أشهد أن لا اله إلا الله وأن محمداً رسولا الله»، وهي الشهادة التي يتلوها المسلم عندما يعلم أن منيته قد قربت.
وما ان أعاد صدام تكرار الشهادتين حتى سُمع صوت طرقعة يُعتقد أنه صوت فتح البوابة الحديدية تحت أقدامهِ وسقط في حفرة الإعدام.
ثم سمع صوت أحد الحضور يصيح: «اللهم صل على محمد وعلى آل محمد».
وصرخ آخر: «سقط الطاغية لعنة الله عليه»
ثم ظهرت صورة صدام وهو معلق ينظر إلى الأعلى. وعلى وجههِ كدمة من أثر اصطدام وجههُ ببوابة المشنقة.
وعلى اثر ظهور الفلم أصدرت الحكومة العراقية أوامر تحقيق حول من قام بتصوير هذا الفلم ومن هم الأشخاص الذين هتفوا في غرفة الإعدام في تاريخ 2 يناير 2007. كما أمرت باغلاق قناة الشرقية وقناة الزوراء اللتين عرضتا الشريط بسبب التحريض. وأكد مساعد المدعي العام أن الذين صوروا الفلم بكاميرا هاتف متحرك كانا مسؤولين رفيعي المستوى شهدا الإعدام، رسمياً لم يعلن عن أن مسؤول حضر الإعدام باستثناء موفق الربيعي ومستشار رئيس الوزراء، وقال مساعد المدعي العام للجزيرة إنه هو من قال أرجوكم الرجل في إعدام رداً على الهتافات الطائفية والاستفزازية لبعض من شهد الإعدام.

### النقل التلفزيوني
وعَرضت قناة «بلادي» الفضائية العراقية مشاهد لجثة صدام حسين عقب تنفيذ حكم الإعدام به. ونقلت المشاهد جثة صدام مغطاة بكفن أبيض وممددة على سرير وظهر فيها الجانب الأيسر من وجهه. كما بث التلفزيون العراقي مشاهد من تنفيذ حكم الإعدام ومشهد وضع الأنشوطة حول رقبة صدام حسين.

## وثيقة ويكيليكس
عرض موقع ويكيليكس وثيقة تعود لعام 2007 م تظهر فيها تفاصيل لقاء بين السفير الأمريكي السابق بالعراق زلماي خليل زاد والمدعي العام في المحكمة الجنائية العليا منقذ آل فرعون. وخلال اللقاء طلب زاد شرح ما جرى خلال إعدام الرئيس العراقي صدام حسين وما رافقه من تسجيلات وهتافات أدت إلى إحراج أمريكا خاصة وأن الإعدام تزامن مع عيد الأضحى فرد آل فرعون بعرض مسهب للحظات صدام الأخيرة مع تأكيد الحصول على فتوى تجيز الإعدام.
قال آل فرعون لخليل زاد إنه شاهد على الأقل اثنين من المسؤولين يلتقطون صوراً بواسطة هواتفهم المحمولة لدى حضورهم عملية الإعدام رغم أنها كانت ممنوعة وأضاف أنه طلب من الحاضرين التزام الصمت وأن رجال دين قالوا له إنه يمكنه السير بالإعدام الذي وقع فجراً لأن عيد الأضحى لن يحل قبل شروق الشمس وأشار خليل زاد إلى أن ما رافق الإعدام شوه كل ما سبقه. وروى آل فرعون كيف انتقل مع 14 مسؤولاً حكومياً بينهم مستشار الأمن القومي موفق الربيعي إلى موقع إعدام صدام بالمروحية وخضعوا للتفتيش الدقيق من عناصر الجيش الأمريكي الذين صادروا منهم أجهزة الهواتف المحمولة علماً أن العناصر الأمريكية لم تدخل قاعة الإعدام.
وأنكر آل فرعون علمه بوصول مجموعة أخرى من الأشخاص الذين حضروا الإعدام في حافلة صغيرة وإن كانت الوثيقة قد أشارت إلى أن الجانب العراقي بدل عدة مرات أسماء قائمة كانت تضم الشهود المفترضين للإعدام. وبحسب آل فرعون فقد جرى إدخال صدام إلى القاعة فوقف معه لتلاوة حكم الإعدام عليه تقدم الربيعي إلى صدام وسأله عما إذا كان خائفاً فرد صدام بالنفي قائلاً إنه كان يتوقع هذه اللحظة منذ أن وصل إلى الحكم لأنه كان يدرك أن لديه الكثير من الأعداء. وأكد آل فرعون أن صدام أعدم في نفس الموقع الذي كان يستخدمه النظام العراقي السابق لإعدام عناصر حزب الدعوة الشيعي فقام خليل زاد بسؤاله عما إذا كان الجلادون من عناصر جيش المهدي التابع لرجل الدين الشيعي مقتدى الصدر فرد القاضي العراقي بأن معلوماته تشير إلى أنهم من وحدة حراسة السجون.
وذكر آل فرعون بعد ذلك أن الحراس قاموا بتقييد صدام من رجليه فاعترض الأخير بأن ذلك لن يسمح له بالصعود على أدراج منصة الإعدام فرد الحرس عليه بالقول اذهب إلى الجحيم فتدخل آل فرعون ليؤكد أنه لن يسمح للحراس أو الشهود بالتحدث لكنه أضاف أنه شاهد في هذه اللحظة اثنين من المسؤولين الحكوميين يلتقطون الصور عبر هواتفهم الجوالة. وتابع آل فرعون قائلاً: خلال تلاوة صدام لأدعيته الأخيرة قام أحد الحضور وصرخ مقتدى مقتدى فرفعت صوتي طالباً منه الصمت وهذا الأمر لم يعرقل الإعدام وحصل مرة واحدة فقط وتوفي صدام على الفور وجرى وضعه في كيس لنقل الجثث وقام رجل دين بالتأكد من غسل جسده وفق التعاليم الإسلامية.
ولدى سؤال زاد عما إذا كانت طريقة الإعدام قد أدت إلى إثارة غضب الكثيرين رد آل فرعون بالقول إن صدام قتل الآلاف وهناك من سيستغل ما جرى في إعدامه للطعن بمحاكمته داعياً إلى الأخذ بعين الاعتبار واقع أن هناك من العراقيين من شعر بالفرح لمحاكمة الرئيس السابق. وكان إعدام صدام نهاية 2006 م قد أثار الكثير من الاحتجاجات بعد أن جرى تسريب تسجيل فيديو للعملية ظهرت فيه ما وصفها الإعلام العالمي بمظاهر انتقام بدت من خلال الهتافات لمقتدى الصدر من قبل مجموعة من الحاضرين ورد الرئيس عليهم خلال الشنق. وفي وقت لاحق جرى تسريب تسجيل آخر يظهر فيه حشد من المسلحين الذين كانوا يحتفلون بإعدام صدام وسط هتافات تحمل الطابع المذهبي وقام المسلحون في وقت لاحق برفع آل فرعون نفسه على الأكتاف تحية له وقام هو بمشاركتهم الهتاف.

## ردود الفعل على الإعدام
تباينت الآراء حول الإعدام، فقد ايدته الأغلبية من الشيعة من الشعب العراق واعتبر السنة ضربة لهم والولايات المتحدة، وأستراليا، وإسرائيل، وإيران وبالإضافة إلى أربعين دولة مشاركة في جيش قوات الائتلاف واعتبرت إيران أن الحدث يشكل نصرًا للعراقيين، أما الكويت فقد أعتبرت الامر شأناً عراقياً، وأستنكره الفاتيكان وأعتبر الإعدام فاجعة، وكذلك الاتحاد الأوروبي أعتبره خطئاً فادحاً، وأدانت روسيا الولايات المتحدة رسمياً لعدم الإصغاء للمجتمع الدولي، أما على الصعيد العربي فقد تحفظت معظم الدول العربية على التعليق إلا ليبيا فقد أعلنت الحداد ثلاثة أيام، واستغربت السعودية اعدامه فجر عيد الأضحى فيما يبدو تلويحاً ضد المسلمين السنة وذكرت في بيان رسمي أن المحكمة باطلة كونها أنشئت في ظل الاحتلال، وإعدامه قد يؤجج الصراع الطائفي في العراق، وبنفس الموقف عبر عنه رئيس أفغانستان كرزاي وبيان مصر، وماليزيا التي تتولى منظمة المؤتمر الإسلامي فأستنكرت الإعدام وشن رئيس وزرائها السابق مهاتير محمد هجوماً على أمريكا واصفاً الإعدام بهمجية جديدة للرئيس بوش[ ؟ ]، وعلق الكاتب والمفكر العراقي البارز حسن العلوي ان مشهد الأعدام كان طائفياً وأن شجاعة صدام حولت ربطة شنقه ألى ربطة عنق، ويذكر ان حسن العلوي كان من الشخصيات المعارضة للنظام أيام صدام حسين.
أخذ بعض العراقيين في بغداد بإطلاق الرصاص في الهواء تعبيرا عن ابتهاجهم باعدام صدام. كما عمت مظاهر احتفال في مدينة الصدر ذات الغالبية الشيعية في بغداد كما ان مدينة النجف الشيعية جنوب بغداد تلقت بفرح نبأ اعدام صدام حسين. وبشكل عام بدت بغداد هادئة بعد الإعلان عن اعدام صدام ولم تفرض الحكومة العراقية حظرا شاملا للتجول مثلما فعلت حين تمت ادانة صدام في الخامس من نوفمبر 2006 لمواجهة أي تصاعد في موجة العنف التي تشهدها البلاد. كما أمرت السلطات العراقية باغلاق مدينة تكريت مسقط رأس صدام لاربعة أيام اعتبارا من السبت. وكان حكم الإعدام بحق صدام صدر في شهر نوفمر وخسر الاستئناف الذي تقدم به ضد الحكم.

### جورج بوش
صرح الرئيس الأميركي جورج بوش أن تنفيذ حكم الإعدام في الرئيس العراقي السابق صدام حسين يشكل مرحلة مهمة على طريق إحلال الديموقراطية في العراق.
وقال بوش في بيان في مزرعته في كروفورد في ولاية تكساس إن «إعدام صدام حسين يشكل نهاية سنة صعبة للشعب العراقي ولقواتنا».
وأضاف أن تنفيذ حكم الإعدام في الرئيس العراقي المخلوع «لن ينهي العنف في العراق لكنه يشكل مرحلة مهمة على طريق العراق باتجاه مسيرة ديموقراطية يمكن أن تحكم نفسها بنفسها وتتمتع باكتفاء ذاتي وتدافع عن نفسها وتكون حليفة في الحرب على الإرهاب».

### نوري المالكي
نرفض رفضاً قاطعاً اعتبار صدام ممثلاً عن أي فئة أو طائفة من مكونات الشعب العراقي، فالطاغية لا يمثل إلا نفسه الشريرة.

### صالح المطلق
قال رئيس جبهة الحوار الوطني في البرلمان العراقي صالح المطلق انه لا معنى لوجود البرلمان بعد اعدام صدام وان ما جرى يعتبر اهانة لاي سياسي، وبدلا من أن يقدم رئيس الوزراء العراقي نوري المالكي هدية لاطفال العراق في العيد فانه يقدم لهم دما جديدا.

### الردود المعارضة
يقول الفريق المعارض أن التاريخ عرف الأحداث التي كانت تختزل الحقد الصليبي على الأمة الإسلامية حيث كانت تختار أيام لها دلالة دينية للنيل من المسلمين خصوصاً من رموزهم. وآخر اهانة من العالم الصليبي ضد العالم الإسلامي هي تعمد تنفيذ حكم الإعدام شنقاً في الرئيس العراقي صدام حسين في يوم العيد الأكبر دون مراعاة مشاعر المسلمين في مشارق الأرض ومغاربها وكان الإجراء واضح الغرض فهو استخفاف بالمسلمين السنة واستهانة بأمرهم وإن هذا القرار هو بمثابة إعلان حرب صريحة على السنة في العالم.
فصدام لم يحاكم بسبب الدجيل أوالانفال وإنما حوكم لأنه حاول قصف إسرائيل التي لن تقبل أقل من رأسه بعد المشنقة. فلو كانت أمريكا مع الدجيل لتدخلن ساعة وقعت الدجيل والأنفال وغيرها انه النفاق السياسي. الرئيس العراقي صدام لم يقبل المساومة واختار إرادة الأمة على املاءات أعداء الأمة لهذا حوكم وسيعدم. إن المحتل الأمريكي والغربي لا يأبه لشيعة ولا لأكراد انه يريد الذهب الأسود ويريد أمن إسرائيل ولسان حاله فليذهب الشيعة والأكراد إلى الجحيم.

### موقف بعض الفصائل المسلحة من الإعدام
- الجبهة الإسلامية للمقاومة العراقية

حرصاً منا على بيان الحق وتوضيح الأمر الملتبس على الكثير من أبناء المسلمين وبخاصة أهلنا في العراق نود إبراز الحقائق الآتية:
1. إن صدام رجل أفضى إلى ما قدم، وحسابه على الله عز وجل، وشيمة المسلم الصفح والرحمة، كما أن شيمة الصفوي الحقد والغدر.
2. وصف المجرم بوش حكم الإعدام بأنه «إنجاز كبير» متغافلاً عن توقيته وما يمثله من استهانة بشعائر المسلمين ومشاعرهم وهم في موسم الحج ويستعدون للتقرب إلى الله باُضحياتهم في سائر العالم الإسلامي.
3. إسرائيل وأميركا وإيران رحبوا بالحكم وكلٌ عبر بطريقته، غير أن معظم الحكومات قالت أنه «اغتيال سياسي».
4. يحاول الصفويون ومن ورائهم إيران أن يختزلوا أهل السُنة في شخص صدام لذلك صرحت بعض القنوات الإيرانية تعليقاً على الإعدام بقولهم (ضحينا بالسُنة هذا اليوم) !
5. عبرت عصابة المالكي[ ؟ ] عن خيبتها وتبعيتها لإيران وأميركا من خلال انحيازها لطائفيتها البغيضة والتي ظهرت واضحة من خلال الهتافات المتشفية.
6. قناة «العراقية» الحكومية ترفع شعار (نتصالح من أجل العراق)، والذي يتابع ما صدر عنها منذ نشأتها المشوهة وإلى اليوم وبخاصة تغطيتها لحدث الإعدام وما وراءه يجزم بصفويتها وتبعيتها للثلاثي المجرم (المالكي[ ؟ ] والصدر[ ؟ ] والحكيم).
7. سؤال يطرحه كل مسلم في أرجاء المعمورة: لماذا لا تتخذ الإدارة الأميركية نفس الإجراءات أو بعضاً منها تجاه ما حصل في العراق من جرائم منذ الاحتلال وإلى حد الآن ؟ ومن هو المسؤول عن المجازر التي ترتكبها الميليشيات في كل يوم ؟ ولماذا لا يحاسب من قام بمذابح صبرا وشاتيلا وغيرها في فلسطين ؟
8. إن الغرب الذي تقوده أميركا لا ينفذ حكم الإعدام في ما يسمى بـ «ليلة الميلاد» ولا في مناسبات أعيادهم، لكنهم تجاه المسلمين يتعمدون ذلك استهانة وإذلالاً لمشاعرهم والتاريخ مليء بالشواهد.
نقول بعد هذا: إن جهادنا ومقاومتنا للاحتلال وأذنابه مستمرة ونعلم ميدانياً أن محور الشر (إسرائيل وأميركا وإيران) متعاضدون ولهم أهداف إستراتيجية واحدة وتتشارك مصالحهم في أمور عدة، لذلك ندعو إلى مواصلة الجهاد والمقاومة والضرب بيد من حديد على مفاصل المشروع الأميريكي الصفوي والتنسيق مع كل الفصائل الجهادية العاملة في الساحة من أجل إفشال مخططاتهم ودحر عملائهم وأذنابهم.

### موقف بعض أعيان الأمة
- عائض القرني

انتشر بعد اعدام الرئيس العراقي الراحل صدام حسين فيديو في اليوتيوب قصيدة رثاء لصدام حسين بصوت عائض القرني مطلعها «أبشر بها صدام»، هناك من ينفي هذا الشيء ويقول ان القصيدة ليست للشيخ عائض القرني وانما لشاعر له نفس صوته، وهناك من يؤكد بقوة انها للشيخ، وفي برنامج للاعلامي تركي الدخيل قابل فيه الشيخ وسأله نفس السؤال، إلا ان الشيخ تكلم عن كتاب لا تحزن ولم ينفي ولم يؤكد نسبة هذه القصيدة له، وتجدر الإشارة إلى ان القصيدة معلقة عند مدخل البناية التي تحتوي قبر صدام حسين وبعض مقتنياته في قريبة العوجة قرب تكريت.
- الشيخ د. يوسف القرضاوي

أكد الشيخ يوسف القرضاوي ان اعدام صدام حسين في يوم عيد الأضحى أمر منكر ولا يقبله أي مسلم، مستنكراً ما شهدته وقائع إعدام الرئيس العراقي السابق من عبارات طائفية في حقه وهو علي عتبة الموت، مما يشعل النزعة الطائفية والحقد الأسود الذي يهدد مستقبل العراق.
وقال القرضاوي في خطبة الجمعة التي القاها بجامع عمر بن الخطاب في الدوحة ان ما يجري في العراق معناه أن هناك حرب إبادة مبيتة للسنة طالباً من أهل الحل والعقد بالتدخل وكذلك الجامعة العربية ومنظمة المؤتمر الإسلامي القيام بدورها بإرسال لجان لتقصي الحقائق واتخاذ مواقف حاسمة لمواجهة الفتنة المتصاعدة في العراق.
وطالب القرضاوي المراجع الشيعية الكبرى التي تعد المراجع الدينية التي يأتمر الناس بأمرها ان تتحمل مسؤوليتها وكذلك الآيات الكبري والمرشد الأعلى خامنئي وإيران بإعلان مواقفهم تجاه ما يحدث في العراق وإلا اتهمهم الناس بأنهم متواطئون أو مصدرون أو ممولون لهذه الفتن واصفا الوضع في العراق بأنه خطير وينذر بعواقب أسوأ.

### مواقف الفصائل والقوى الفلسطينية
استنكرت ثلاث فصائل فلسطينية (فتح وحماس ولجان المقاومة الشعبية)، إعدام الرئيس العراقي المخلوع صدام حسين، معتبرة إياه اغتيال سياسي لكل من يقف بجانب القضية الفلسطينية واستهانة بكل من هو عربي وإسلامي، واستهتار بكل القيم الإسلامية والعربية.. واستنكر المطران عطا الله حنا رئيس أساقفة سبسطية للروم الأرثوذكس[ ؟ ] في القدس بشدة إعدام صدام حسين، مؤكدا أن إعدام صدام هو عمل إجرامي بامتياز وعملية تدل على وقاحة غير متناهية وصفعة لكل عربي؛ هذا وتظاهر ظهر اليوم السبت المئات من أهالي بلدة الخضر جنوب مدينة بيت لحم استنكارا لإعدام الرئيس العراقي صدام حسين وأعلنوا الحداد لمدة ثلاثة أيام.
- حماس

حماس: إعدام صدام استهتار بكل القيم الإسلامية والعربية
استنكرت حركة المقاومة الإسلامية «حماس» التي تقود الحكومة الفلسطينية، ما وصفته، بجريمة الاغتيال السياسي للرئيس العراقي المخلوع صدام حسين.
كما اعتبرت حماس جريمة الإعدام بـ «الإعدام السياسي»، التي فرضتها الإدارة الأمريكية عبر الحكومة العراقية بحق الرئيس العراقي السابق «صدام حسين», والتي جاءت مخالفة لكل الأعراف والمواثيق الدولية ومخالفة لوثيقة جنيف الرابعة المتعلقة بمعاملة أسرى الحرب، على حد تعبيرهم.
كما ورأت حركة حماس، "أن جريمة اغتيال صدام حسين جاءت في توقيت مدروس يستهدف النيل من العرب والمسلمين، فالقضية بالنسبة لنا، كما قالت حماس، ليست دفاعا عن صدام حسين وإنما دفاعا عن الكرامة العربية والمشاعر الإنسانية التي يستهان بها.
وأضافت حماس في بيانها ان "جريمة الاغتيال التي ارتكبت، فجر أمس في أول أيام عيد الأضحى المبارك هي استهتار بكل القيم الإسلامية والعربية، وما كان للإعدام أن ينفذ لولا الهوان العربي والإسلامي، ولو كان صدام قد ارتكب أي جريمة فكان الأولى أن يحاكمه شعبه لا أن يحاكمه المحتل الأمريكي، الذي يجب أن يحاكم على الجرائم التي ارتكبت وترتكب كل يوم على يديه في العراق وفلسطين وأفغانستان وغيرها من بقاع الأرض..
- كتائب الأقصى

كتائب الأقصى: إعدام صدام اغتيال سياسي للقضية الفلسطينية
من ناحيتها أكدت كتائب شهداء الأقصى، الجناح العسكري لحركة التحرير الفلسطيني «فتح» في بيان لها أن هذه العملية بالغة الخطورة، وجاءت في ظروف سياسية صعبة، متهمة الاحتلال الإسرائيلي الأمريكي بالوقوف وراء هذا الاغتيال.
كما ودعت كتائب شهداء الأقصى الشعب الفلسطيني إلى إعلان حالة الحداد في كافة إرجاء الوطن، وفاء لروح صدام حسين، واصفةً إياه بالرمز الوطني العربي.
- لجان المقاومة الشعبية

لجان المقاومة الشعبية: إعدام صدام حسين وصمة عار
أما لجان المقاومة الشعبية - الجناح العسكري لألوية الناصر صلاح الدين- فقد استنكرت اغتيال الرئيس العراقي السابق صدام حسين، معتبرة الإعدام بحق صدام «وصمة عار على الذين باعوا أنفسهم لأمريكا».
وشددت اللجان في بيان لها اكدت أن هذا الاغتيال من مصلحة الاحتلال الإسرائيلي- الأمريكي، معتبرين أنه جاء في وقت تتعاظم فيه المؤامرة على الإسلام والمسلمين في كل بقاع الأرض".
كما واستهجنت اللجان هذا الصمت العربي، واصفينه بـ«الرضى» لما فعله الاحتلال الأمريكي بزعيم العزة والكرامة، كما جاء في البيان.
ودعت اللجان كافة الشرفاء والأحرار والمجاهدين في بلاد الرافدين لإعلان حرب على القوات الاحتلال الأمريكي وقوات التحالف.
- رئيس أساقفة الروم الأرثوذكس في القدس

رئيس أساقفة الروم الأرثوذكس في القدس: إعدام صدام عمل غير أخلاقي ولجريمة نكراء
استنكر المطران عطا الله حنا رئيس أساقفة سبسطية للروم الأرثوذكس في القدس في تصريحات له بشدة إعدام صدام حسين، مشيراً إلى أن هذا الإعدام يأتي ضمن ما وصفه بـ" سلسلة من الجرائم النكراء التي يقوم بها الاحتلال وأعوانه في العراق.
واضاف حنا، القول: "إن إعدام صدام هو عمل إجرامي بامتياز وعملية التنفيذ التي تمت في أول أيام عيد الأضحى المبارك، تدل على وقاحة غير متناهية وصفعة لكل عربي عنده ذرة من الكرامة.
وأضاف حنا: " لا يمكن لشعبنا الفلسطيني أن ينسى ما قدمه صدام من اجل قضية فلسطين العادلة وهو الذي كان يتطلع دائما إلى تحرير الأرض والمقدسات وكان يذكر فلسطين في كل خطاباته.
وشدد رئيس أساقفة الروم الأرثوذكس على "أن فلسطين بمسلميها ومسيحيها وأبنائها المخلصين لها تشعر بالألم والحسرة على ما ألم بالعراق من نكبات قمتها كان عملية إعدام الرئيس صدام.
وأضاف المطران: "سواء اتفقنا مع صدام أو اختلفنا وأيا كانت التحفظات على نظامه فان إعدامه في ظل الاحتلال بعد هذه المحكمة الصورية الهزلية التي عينها الاحتلال واشرف عليها، والتي كانت أبعد ما تكون عن النزاهة أن إعدام الرئيس العراقي عمل غير أخلاقي وغير إنساني، واعتقد أن كل عربي عنده كرامة وشرف وانتماء شعر بالمهانة..
وتابع المطران حنا قائلا: "خسئ الاحتلال والعملاء إذا اعتقدوا أن قتلهم لشرفاء هذه الأمة سيقتل فينا انتمائنا العروبي، فهم على خطأ مبين وستبقى أسماء شهدائنا المبررة مسطرة في تاريخ أمتنا.

## الدفن والتأبين
وعقب الإعلان عن الإعدام قال محافظ محافظة صلاح الدين وهي المحافظة التي ولد بها صدام حسين إن الحكومة العراقية طلبت منه ومن زعيم عشيرة صدام حضور دفن الرئيس السابق في بغداد، لكن المحافظ محمد القيسي قال انه وعشيرة صدام يتفاوضون من اجل إعادة الجثمان إلى قرية عائلته العوجة قرب تكريت. وانهم رفضوا دعوة من حكومة رئيس الوزراء نوري المالكي لحضور عملية دفن سريع في بغداد. وأرادت عشيرته دفنه في العوجة بالقرب من قبري ولديه عدي وقصي الذين قتلتهما القوات الأمريكية في 2003. وقالت رغد الابنة الكبرى لصدام التي تعيش حاليا في الأردن انها تريد دفن جثمان والدها في اليمن مؤقتا إلى ان يحرر العراق.
دفن صدام في مسقط رأسه العوجة - في محافظة تكريت - حيث قامت القوات الأمريكية بتسليم جثته لثلاثة أفراد من المحافظة أحدهم شيخ عشيرة البو ناصر علي الندا التي ينتمي لها والذي استشهد لاحقاً، وتم أغلاق منافذ البلدة لحين الانتهاء من الصلاة عليه ودفنه في قاعة المناسبات الكبرى التي كان من قبل قد دفن فيها نجليه عدي وقصي وحفيده مصطفى الذين استشهدوا عام 2003 في الموصل على يد القوات الأمريكية بعد معركة استمرت زهاء الخمس ساعات، حسب شهادة ابن عمه في مقابلة مع قناة الجزيرة، واظهر ابن عمه اثار كدمات على وجهه، في إشارة إلى انه تعرض للضرب بعد موته[بحاجة لمصدر]، ولقد خرجت جماعات متفرقة في تكريت والمدن السنية لتأبينه واقيمت مجالس العزاء في عدة مناطق وخاصة في منطقة الأعظمية[محل شك] التي تعتبر أهم معاقل السنة وخرج البعض في مظاهرات استنكارية راح ضحيتها المئات بين معتقل وقتيل، فيما تم تأبينه في عمان[ ؟ ] بمظاهرة كبيرة شاركت فيها ابنته رغد صدام حسين[بحاجة لمصدر] ومعظم القوى السياسية القومية والإسلامية وجرى تأبينه في معظم العواصم العربية والإسلامية والاراضي الفلسطينية ورثاه أكثر شعراء العرب ومفكريه واعتبروا ان طريقة ووقت اعدامه هو استفزاز وتنكيل للقادة العرب[بحاجة لمصدر]
تخريب القبر
نفت عشيرة صدام حسين ما أشاعته بعض وسائل الإعلام عن أن قبر صدام حسين في مسقط رأسه بالعوجة - 10 كلم جنوب تكريت - قد تعرض للتخريب أو لمحاولة القيام بعمل مسيء. ونقلت صحيفة الحياة اللندنية عن مصادر عشائرية، نفيها لما تردد عن أن عائلة حسين كامل زوج رغد الابنة الكبرى للرئيس الراحل ترددت إلى المدفن لإحداث تخريب فيه، موضحة أن أبناء عمومة صهر صدام شاركوا في دفن الرئيس ومجلس عزائه وأبدوا استعدادهم لتحمل تكاليفه.
وقال أحد حراس قاعة الاستراحة التي تضم قبر صدام وبرزان التكريتي وعواد البندر: إن أكثر من 80 شابًا من العوجة يتولون حراسة المدفن. وأضاف أن تسريب معلومات كاذبة عن تعرض مدفن الرئيس إلى تخريب يهدف إلى إثارة فتنة بين عائلة حسين كامل وأبناء عشيرة البيجات وتشويه سمعة العشيرة. ونشرت في وقت سابق صورًا لقبر الرئيس الراحل تظهر جموع العراقيين من شتى أنحاء البلاد وهم يتوافدون عليه لقراءة القرآن ترحمًا عليه، ومن بينهم مواطنون من مدينة الدجيل.
وكشفت مصادر في عشيرة البيجات البو ناصر أن مجلس عزاء صدام حسين كلف 32 مليون دينار عراقي - 25 ألف دولار - شاركت في دفعها عائلة صهره حسين كامل، فضلاً عن تكاليف أخرى أسهمت في تغطيتها عشائر عراقية أخرى شملت مواد عينية مثل أكياس الرز والسكر واللحوم والقهوة والشاي والسكر. وأوضح مصدر في عشيرة البيجات أن أبناء عمومة حسين كامل شاركوا في مجلس عزاء برزان التكريتي، وأبدوا استعدادهم لتحمل نفقات مجلس العزاء مع العشيرة.
يذكر أن الشقيق الوحيد لحسين كامل الذي بقي على قيد الحياة بعد مقتله وأخيه صدام على يد عشيرة البيجات عام 1996م هو جمال كامل حيث اغتيل أيضًا على يد الميليشيات في بغداد بعد عودته من رحلة إلى عمان.

## وصلات خارجية
- شريط الفيديو المصور لإعدام صدام حسين على يوتيوب
- إعدام صدام برواية قاض الإعدام منير حداد.
- وصف الشريط على ال BBC
- وصف الشريط على جريدة دنيا الوطن
- وصف الشريط على قناة الجزيرة الاخبارية